# 新荒泡
新荒泡是一个位于中国吉林省大安县的湖泊，面积约为43平方千米，平均水深约为1.5—2.5米。